# David
David je moško osebno ime.

## Izvor imena
David je svetopisemsko ime in izhaja prek latinskega David in grškega Δαυειδ (Dauéid) iz hebrejskega Dâuîd z nekdanjim pomenom »priljubljen, ljubljenec«.

## Različice imena
- moške različice imena: Davide, Dejvi, Dejvid
- ženske različice imena: Davida, Davina

## Tujejezikovne različice imena
- pri Angležih, Čehih, Nemcih, Norvežani, Romunih, Švedih: David (tudi Davy)
- pri Madžarih, Slovakih: Dávid
- pri Fincih: Taavetti
- pri Poljakih: Dawid
- pri Rusih, Srbih: Давид
- pri Makedoncih: Дејви (Dejvi), Дејвид (Dejvid)
- pri Bošnjakih, Turkih, Arabcih: Davud

## Pogostost imena
Po podatkih Statističnega urada Republike Slovenije je bilo na dan 31. decembra 2007 v Sloveniji število moških oseb z imenom David: 7.170. Med vsemi moškimi imeni pa je ime David po pogostosti uporabe uvrščeno na 24. mesto.

## Osebni praznik
V koledarju je ime David zapisan 29. decembra (David, kralj, † 29. dec. 972 pr. n. št.).

## Zanimivosti
- David je bil za Savlom drugi in najpomembnejši kralj Izraela (okoli leta 1011 do 972 do pr. n. št.).Po njem se  imenuje Davidova zvezda, »heksagram, šesterokraka zvezda, stari simbol židovstva (v nacistični Nemčiji prisilna javna oznaka), ki je od leta 1948 v zastavi Izraela«.
- David je tudi priimek. Na dan 31. decembra 2007 je bilo v Sloveniji 67 oseb , ki so nosile ta priimek.[4]